# Gate of Hope
Das Gate of Hope (Tor der Hoffnung) in Stuttgart ist eine architektonische Skulptur des US-amerikanischen Konzeptkünstlers Dan Graham, ein als regelmäßiges Tetraeder gestaltetes Tor aus Edelstahlprofilen und Einwegspiegeln. Es liegt am Ende des Lodzer Stegs, der vom Rosensteinpark zum Leibfriedschen Garten führt.
Das Gate of Hope ist eine der Kunststationen, die zur Internationalen Gartenbauausstellung 1993 (IGA '93) in der Parklandschaft des Grünen U errichtet wurden und nach der Ausstellung erhalten blieben.
Hinweise:
- Ziffern in Klammern, z. B. (12), verweisen auf die entsprechenden Nummern im Plan des Leibfriedschen Gartens.
- Die Längenbezeichnungen a-c, h, s1, s2 und t beziehen sich auf die Abbildung Netz des Gate of Hope.

## Lage

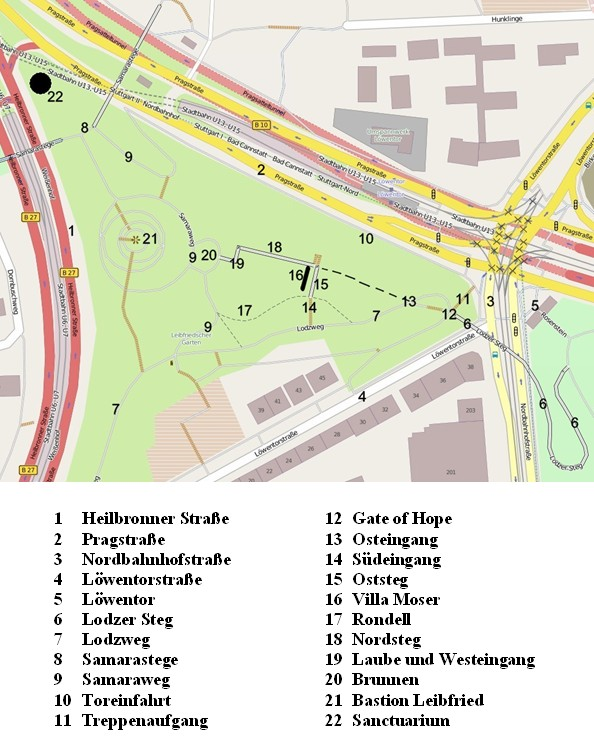
Plan des Leibfriedschen Gartens.

## Vorgeschichte
Der Beirat Landschaft und Kunst des Stuttgarter Gemeinderats lud Dan Graham 1989 ein, einen Beitrag für die IGA '93 zu liefern. Sein erster Entwurf für einen Skateboard Pavilion, in dem „die Skateboarder ihre Sprünge von allen Seiten [hätten] gespiegelt sehen können“, wurde vom Planungsteam abgelehnt, weil man, wie Dan Graham glaubte, „dort keine Sportanlage für Jugendliche haben wollte“ („perhaps because the notion of a recreational attraction primarily for teenagers was not thought to be appropriate“).
Für seinen zweiten Entwurf, den er ebenfalls 1989 vorlegte und der vom Planungsteam akzeptiert wurde, griff Graham auf die nicht realisierte Idee einer überdachten Brücke zurück, die er bereits 1987 für die Domaine de Kerguéhennec in der Bretagne konzipiert hatte. „Eine bestehende Holzbrücke, die einen kleinen Fluß überquert, […] wird ersetzt durch eine Konstruktion in Form eines durchbrochenen Dreiecks, das eine überdachte Brücke bildet.“ Die Two-Way Mirror Triangular Bridge (Zweiwegspiegel-Dreieckbrücke) sollte aus großflächigen Zweiwegspiegeln bestehen, während sich die Wände des Gate of Hope aus kleinen Einwegspiegeln zusammensetzen. Im Übrigen sind sich das Modell der Brücke von Kerguéhennec und das Gate of Hope sehr ähnlich.

## Beschreibung

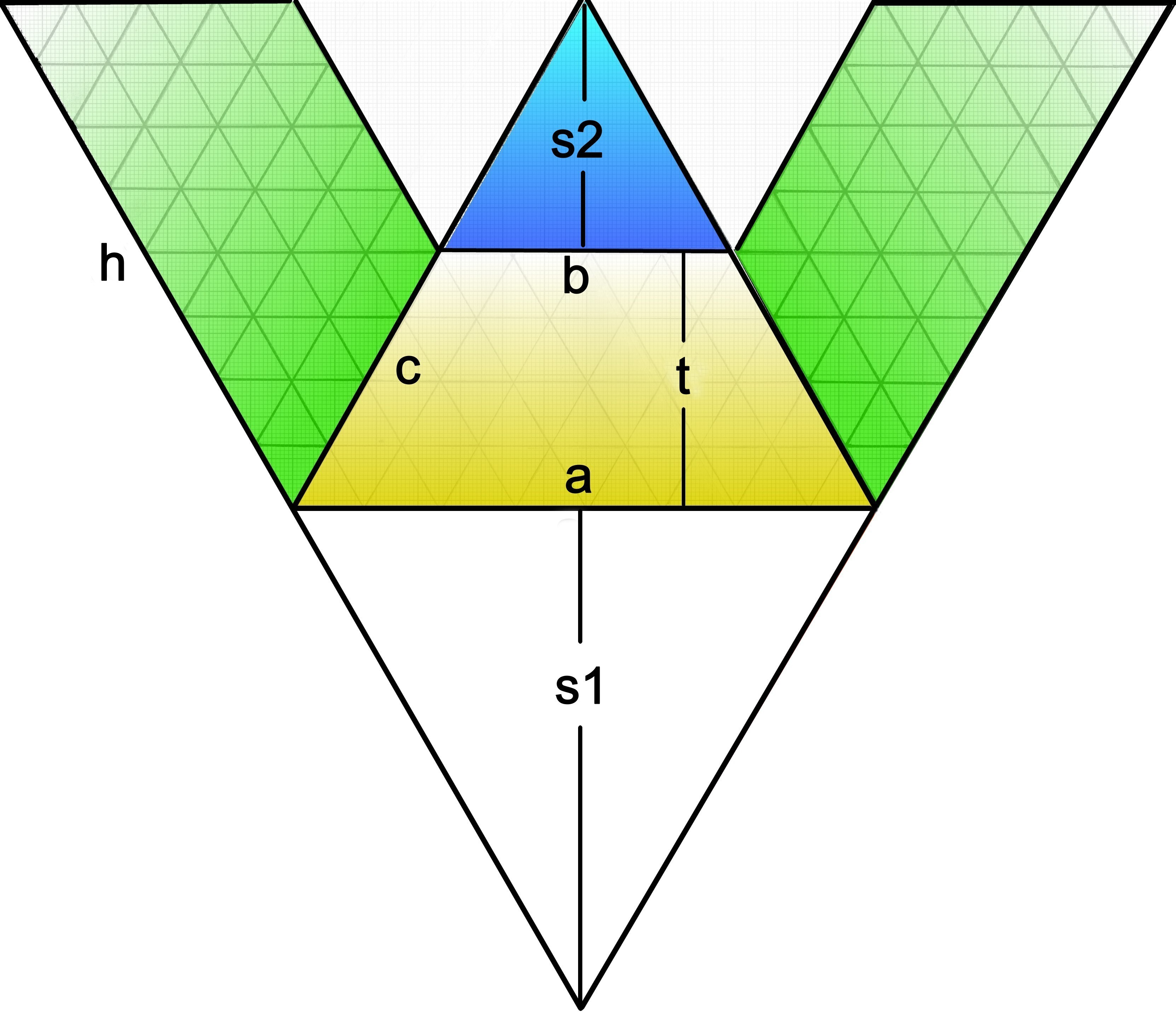
Netz des Gate of Hope.
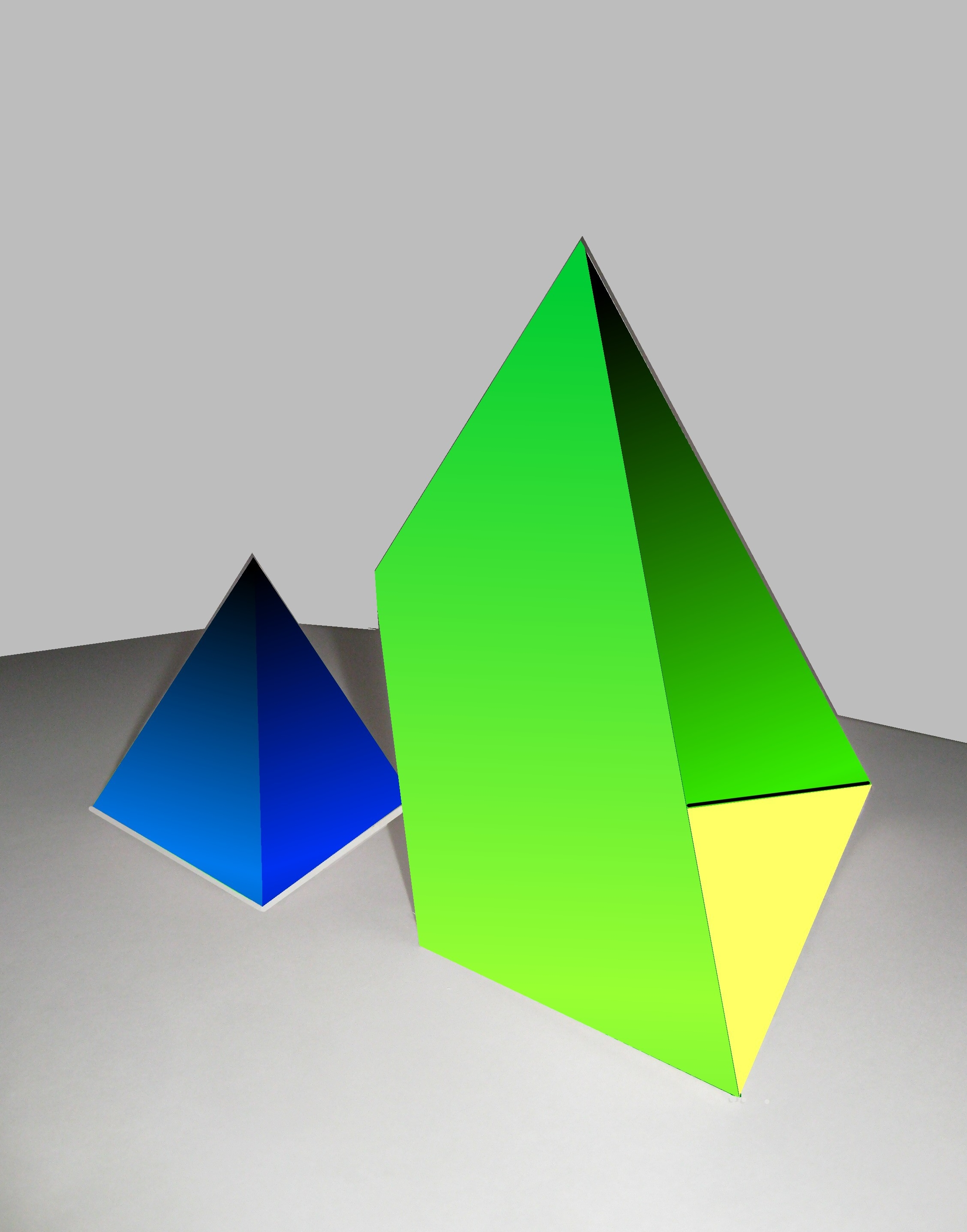
Das Gate of Hope entstand durch Abschneiden der kleinen Pyramide (blau) von der großen Pyramide.

| Legende | Legende                                                                        | Legende |
| ------- | ------------------------------------------------------------------------------ | ------- |
| Farben  | weiß = großes Tor, gelb = Grundfläche, grün = Seitenwände, blau = kleines Tor. |         |
| Maße    | siehe Beschreibung.                                                            |         |

### Pyramide
Über einem Betonsockel, der das Fundament der Pyramide bildet und ein 45 cm tiefes Wasserbecken einschließt, erhebt sich ein modifiziertes Tetraeder. Das Gate of Hope unterscheidet sich von einem normalen Tetraeder in zwei Punkten:
- Die vordere Dreieckseite fehlt, so dass das Gate of Hope in Richtung auf den Lodzer Steg hin ein großes dreieckiges Tor bildet.
- Ein kleines Tetraeder wurde hinten von der großen Pyramide abgeschnitten, so dass ein weiteres, kleines Tor in Richtung auf den Leibfriedschen Garten entstand. Die kleine Pyramide hat ein Achtel des Volumens der großen Pyramide, und ihre Kantenlängen sind halb so lang wie die Seiten der (unbeschnittenen) großen Pyramide.

Die Grundfläche der großen Pyramide wurde durch die Beschneidung von einem Dreieck auf ein Trapez reduziert. Die Basis a des Trapezes (die größere Grundseite) bildet die Schwelle des großen Tors. Entsprechend fällt die kleinere Grundseite b mit der Schwelle des kleinen Tors zusammen.
Die Pyramide ist eine Rahmenkonstruktion aus Knoten (dreischenkligen Winkeln), die mit der Betonwanne verschraubt sind, und den Hauptrahmen, in denen die drei Gitterrahmen zur Aufnahme der Verglasung und der Gitterroste sitzen. Alle Rahmenteile bestehen aus Edelstahl.

### Wände
Die Trapezschenkel c bilden die Basislinie der beiden Seitenwände. Sie werden durch gleichseitige Dreiecke mit einer Kantenlänge von 1,12 m und einer Höhe von 0,97 m kassettiert, die zeilenweise abwechselnd gegeneinander gesetzt sind. Jede Wand besteht aus acht Zeilen. Die unteren vier Zeilen setzen sich aus jeweils acht Dreiecken zusammen, während die oberen vier Zeilen aus sieben, fünf, drei und an der Spitze aus einem Dreieck bestehen.
Die Dreiecke wurden mit Glashalteprofilen von außen auf den Gitterrahmen aufgeschraubt und sind mit Einwegspiegeln besetzt, ein „Verbundglas aus einer Schicht Spionspiegelglas und einer Schicht Normalglas. Das Spiegelglas erlaubt trotz Spiegelungen gleichzeitig Durchblicke, wodurch sich Seheindrücke überlagern.“ Nach außen sind die Spiegel, je nach Lichteinfall, undurchsichtig, durchscheinend oder durchsichtig.
Die Begriffe Einweg- und Zweiwegspiegel werden bei Graham teilweise austauschbar benutzt: „Das einseitig verspiegelte Glas bildet seit über zwanzig Jahren ein zentrales Element in Grahams Arbeit. Mit seinen oft unerwarteten Effekten kann es nicht nur das Auge verwirren, sondern auch die Sprache. So wird das sogenannte »Spionglas« sowohl als Einweg- wie auch als Zweiwegspiegel bezeichnet; Graham selbst spricht von »Two-way mirror«. Dieser Widerspruch entsteht dadurch, daß der Sprachgebrauch auf zwei unterschiedliche Aspekte abhebt: entweder auf die einseitige Spiegelfähigkeit oder auf die beidseitige Zugänglichkeit bzw. Nutzbarkeit.“

### Boden
Unter der trapezförmigen Grundfläche des Gate of Hope befindet sich ein 45 cm tiefes Wasserbecken, das von einem auf einem Gitterrahmen gelagerten Gitterrostboden bedeckt wird. Er setzt sich aus Dreiecken zusammen, die etwa die gleiche Größe wie die Spiegeldreiecke haben und analog zu diesen angeordnet sind, und zwar in vier Zeilen mit (beginnend beim großen Tor) 15, 13, 11 bzw. 9 Dreiecken, die zeilenweise abwechselnd gegeneinander gesetzt sind. Auf dem Wasserspiegel des Beckens setzen sich die Spiegelungen der Pyramideninnenwände fort.
Nach Dan Graham sind die „offenen Stahlgitter […] identisch mit jenen Gittern über den Lüftungsschächten in den Pariser Straßen und der Metro. Die Reflexionen auf dem Wasser unterhalb dieser Fläche sind leicht zu sehen: Das Wasser spiegelt die Reflexionen des Himmels von den darüberliegenden zwei verspiegelten Seiten ebenso. wie das Bild des Betrachters und der umliegenden Landschaft.“

## Konzept
Dan Graham setzte mit dem Gate of Hope das Konzept einer überdachten Brücke um, das er 1987 für die Domaine de Kerguéhennec geplant hatte, aber nicht realisieren konnte (siehe Vorgeschichte). Am neuen Standort büßte die Brücke zwar ihre ursprüngliche Funktion ein, weil dort kein natürlicher Wasserlauf hindurchfließt, erfüllt jedoch die Brückenfunktion im übertragenen Sinn, da das Gate of Hope den Rosensteinpark mit dem Leibfriedschen Garten verbindet. Aus der Brücke ist ein Tor geworden, das an zwei Seiten durchschritten werden kann: „Wer den Leibfriedschen Garten betritt, dem verengt sich das Tor, wer hinausgeht, gewinnt Weite.“ Darüber hinaus gelang es ihm, „mit seiner Skulptur ein betretbares Kaleidoskop zu schaffen, die Spiegelungen und Durchblicke ermöglichen neue Wahrnehmungen“. Warum Graham seine Pavillonskulptur Gate of Hope nannte, ist nicht bekannt.
Im Leistungsverzeichnis für das Gate of Hope beschrieb Dan Graham die geplante Wirkungsweise seiner Spiegelpyramide: „Durch die Eigenschaften des Einwegspiegels wird diese Form die Umgebung und die Zuschauer auf beiden Seiten gleichzeitig reflektieren. Dieses Reflexionsvermögen, womit die Durchsichtigkeit überlagert wird, ist im ununterbrochenen Fluß und wird standig verändert, je nachdem, welche Seite mehr Licht von Himmel und Sonne von Augenblick zu Augenblick empfangt.“
An anderer Stelle äußerte er über seine gläsernen Pavillons: sie sollen „innen und außen erfahrbar sein. Sie zeigen dem Betrachter seinen eigenen Körper und sich selbst als wahrnehmendes Subjekt, geben ihm aber auch die Möglichkeit, andere Personen zu beobachten, die wiederum sich selbst wahrnehmen. […] Die Wahrnehmung ist im ununterbrochenen Fluss und wird ständig verändert, je nachdem, welche Seite mehr Licht vom Himmel und Sonne von Augenblick zu Augenblick empfängt.“
Dan Graham zeigt eine Traditionslinie auf von den „arkadischen Schutzhütten“ in der Gartenkunst, über moderne Ausstellungspavillons und Wartehäuschen an Bushaltestellen bis zu seinen Pavillons, bei denen er „Materialien und Formen der modernen Stadt“ – Glas und Spiegelglas mit Stahlrahmen – in eine „natürliche bzw. utopische Umgebung“ versetzt. Grahams Pavillons zitieren die verglasten Fassaden moderner Verwaltungsgebäude, die entweder „unsichtbar“ gemacht werden oder die äußere Umgebung widerspiegeln. Seine Pavillons sind „in einer neutralisierten und in diesem Sinn utopischen Szenerie innerhalb der realen Umgebung plaziert“ und realisieren so in einem „Mikrokosmos“ die „Gesamtstruktur einer Stadt“.

## Zustand
Das Gate of Hope war, wie viele andere Objekte in den Parks des Grünen U, immer wieder ein Ziel für Vandalen. Von Graffiti blieb die Skulptur zwar weitgehend verschont, aber ein Teil der Spiegeldreiecke wurde mehrfach mutwillig zertrümmert und zuletzt nicht mehr ersetzt.

## Bilder

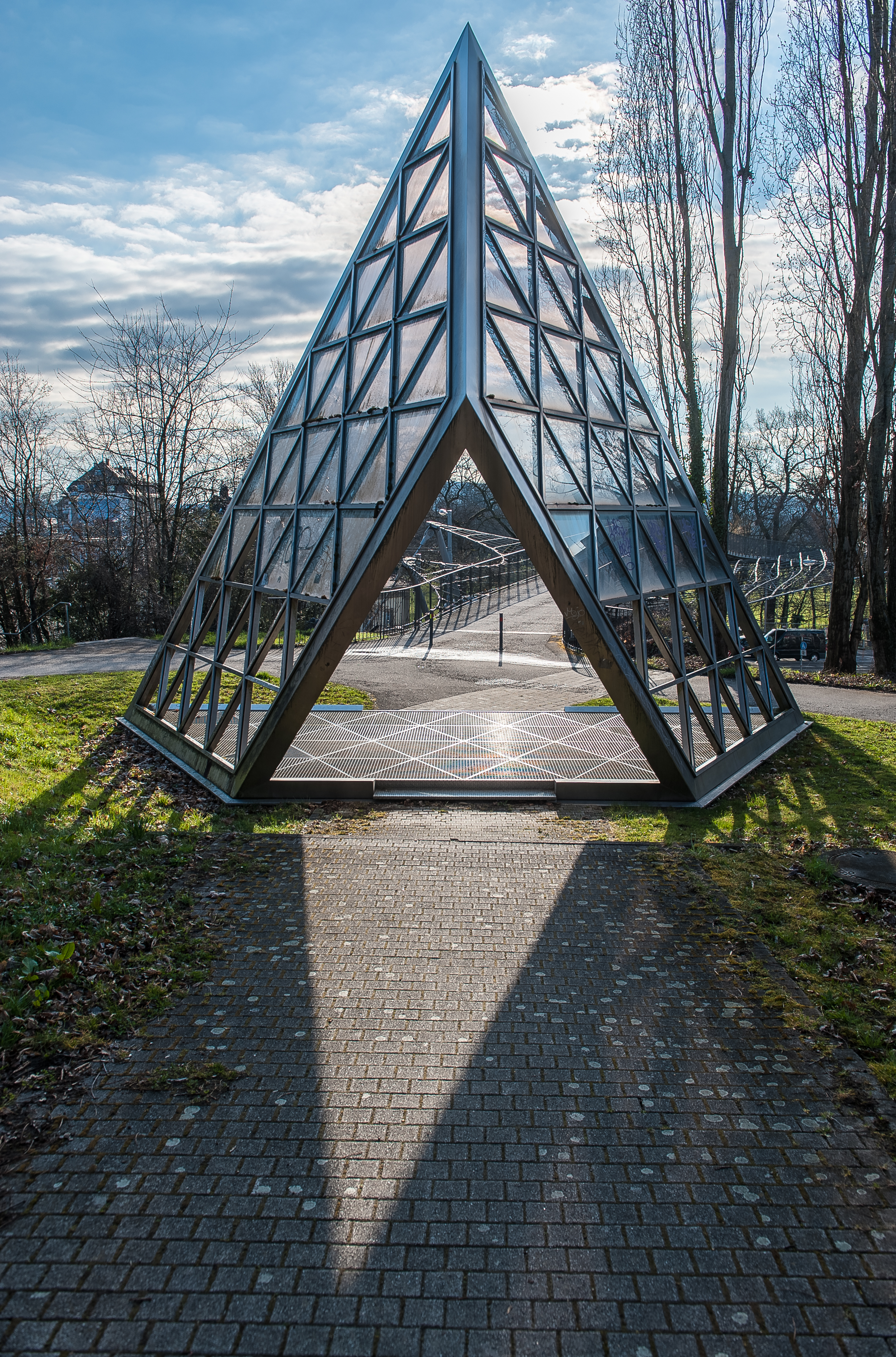
Ansicht von Nordwesten zum Lodzer Steg hin
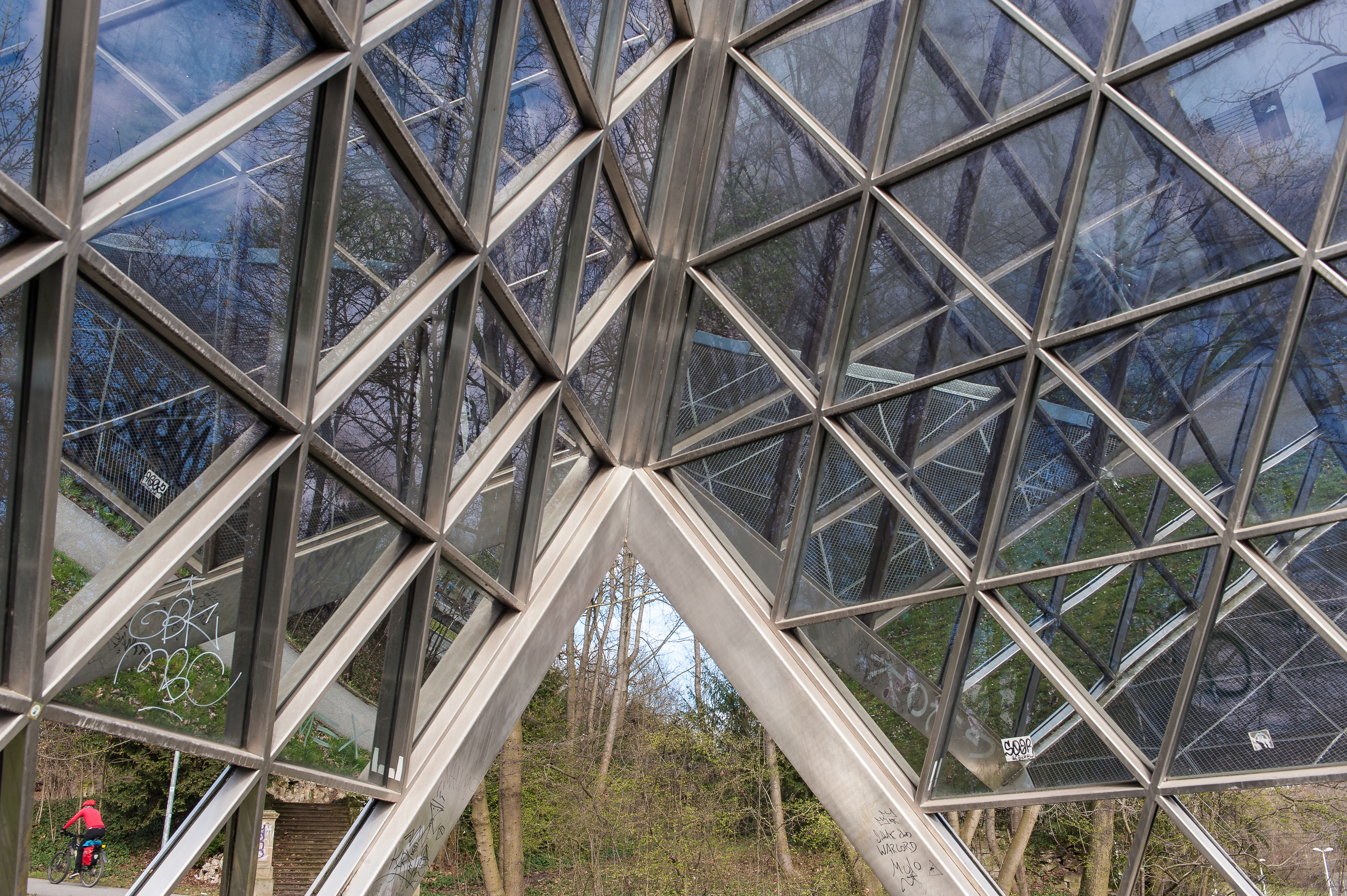
Spiegelung und Transparenz
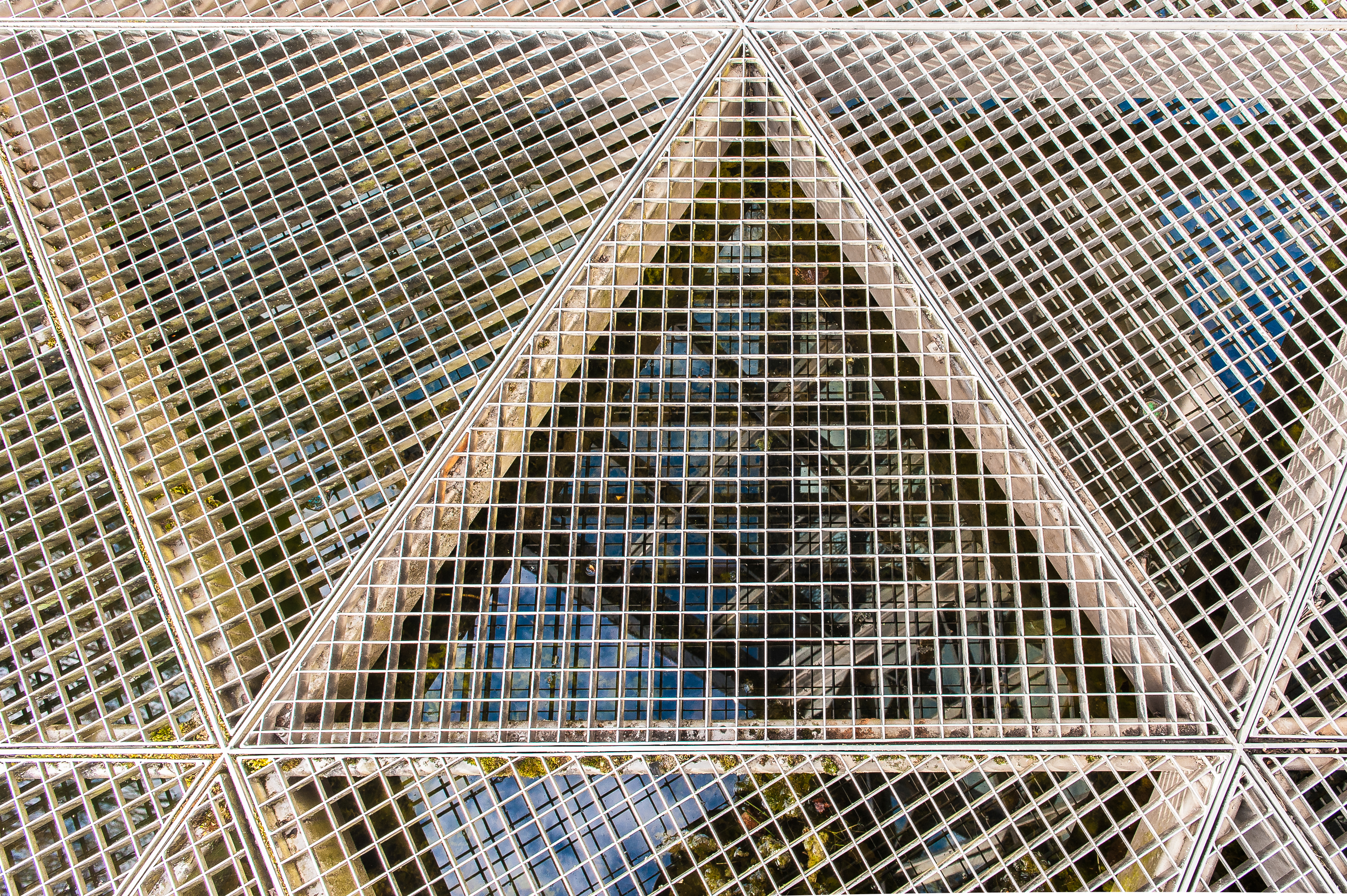
Gitterrostboden mit Wasserbecken, in dem sich das Gate spiegelt